# 김건원
김건원은 대한민국의 배우이자 모델이다. 또 한번 엔딩, 또 한번 엔딩 스페셜 등의 드라마에 주연으로 출연했다.

## 출연 작품

### 텔레비전 시리즈
| 연도 | 타이틀              | 역할   | 각주  |
| ---- | ------------------- | ------ | ----- |
| 2020 | 또 한번 엔딩        | 도윤수 | [ 1 ] |
| 2020 | 또 한번 엔딩 스페셜 | 도윤수 | [ 2 ] |